# タールメッシング
タールメッシング (ドイツ語: Thalmässing) は、ドイツ連邦共和国バイエルン州ミッテルフランケンのロート郡に属す市場町。

## 地理

### 位置
タールメッシングはアルトミュールタール自然公園内に位置する。中心部をターラハ川が流れている。

### 自治体の構成
この町は、公式には38の地区 (Ort) からなる。このうち小集落や孤立農場などを除く集落を以下に列記する。
| - アルファースハウゼン - アウエ - ディクセンハウゼン - エックマンスホーフェン - アイゼルデン - ゲーバースドルフ - ハーゲニヒ - クラインヘービング | - ランダースドルフ - ローエン - オッフェンバウ - オーランゲン - ピラス - ライヒャースドルフ - ラインヴァルツホーフェン - ルップマンスブルク | - シュヴィムバッハ - シュタウフ - シュタインドル - シュテッテン - タールメッシング - ティーフェンバッハ - ヴァイツェンホーフェン |

## 歴史
タールメッシングは、866年に “Talmazinga” と記載されているのが、おそらく最も古い記録である。現在ミッテルフランケンに属す市場町タールメッシングは、1792年まで、プロイセンが獲得したアンスバッハ侯領に属していた。この侯領の統治権は、パリ条約 (1806年)に基づくライン同盟以前に、バイエルンに渡った。バイエルン王国の行政改革の時代、1818年の自治体令により現在の自治体名がつけられた。
タールメッシング地区には、プロテスタントの聖ゴットハルト教会、聖ミヒャエル教会、カトリック教会と、3つの教会がある。
特に見るべき価値のあるものは、デューラーの傑作であるシュヴィムバッハ地区のラウレンティウス祭壇である。

## 文化と見所

### 博物館
- タールメッシング先史・古代史博物館

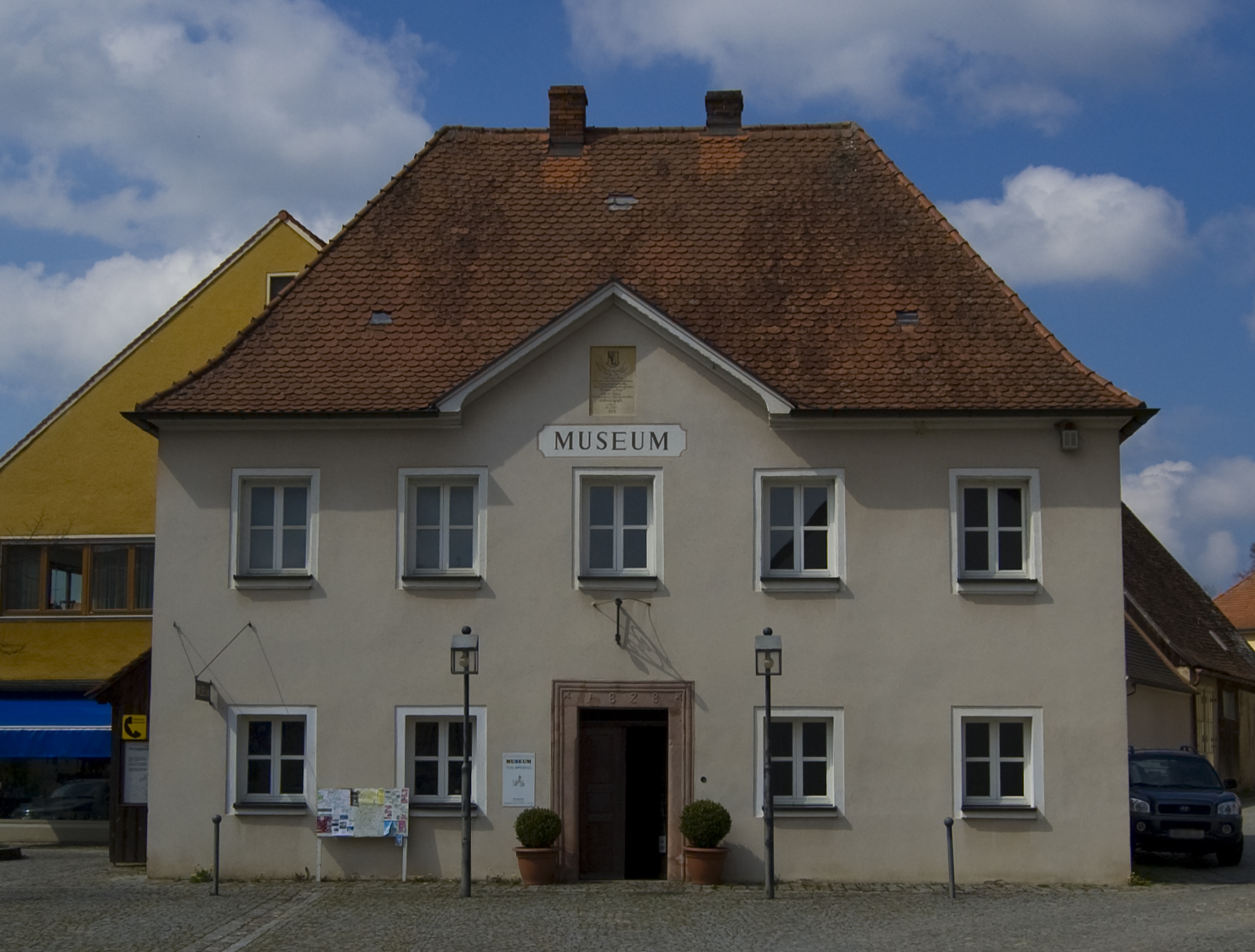
タールメッシングの博物館

石器時代、青銅器時代、鉄器時代の出土品から、シュヌルケラミーク文明の屈葬墳墓の埋葬品やハルシュタット時代の玄室の模造品が展示されている。
1階の体験考古学ブースでは石器時代の装飾品造りや、織物、木工、紀元前1世紀の型を元にした粘土スタンプなどが体験できる。

### 建造物
- ランダースドルフ地区の南の外れに、ケルト時代の農家がニュルンベルク自然歴史研究会により再現されている。農家の周りには、小麦、エンマーコムギ、スペルト小麦、空豆、リヌム（亜麻）、ケシや種々の染料植物が栽培されている。
- シュタウフ城
- アイゼルデン城
- ランデック城

### 遊歩道
- グレンツシュタイン遊歩道（「境界石」遊歩道）
- アルケオロギシュ遊歩道（「考古学」遊歩道）
- 「ケルトの土塁とWagenschreck」への遊歩道

いずれの遊歩道も詳しいパンフレットが無料で用意されている。

### スポーツ
- タールメッシングの高台にある森のスイミングプール
- 体育館とスポーツ広場（会員制）

### 年中行事
- 「文化の日」
- ミュージック・アドヴェンチャー・タールメッシング

## 経済と社会資本

### 交通
- タールメッシングには、アウトバーンA9号線の約12kmの区間が設けられている。（最寄りのインターチェンジは、56「ヒルポルトシュタイン南」または、57「グレーディング」）
- 以前走っていた鉄道グレーディング - タールメッシング - ロート線（『グレードル』）は1974年に廃止され、バス路線が設けられている。

## 引用
1. ↑  https://www.statistikdaten.bayern.de/genesis/online?operation=result&code=12411-003r&leerzeilen=false&language=de Genesis-Online-Datenbank des Bayerischen Landesamtes für Statistik Tabelle 12411-003r Fortschreibung des Bevölkerungsstandes: Gemeinden, Stichtag (Einwohnerzahlen auf Grundlage des Zensus 2011)
2. ↑  Bayerische Landesbibliothek Online